# Remigije Bučić
Remigije Bučić (1874. – Zagreb, 1951.), hrvatski zavičajni povjesničar, Unuk je Jerka Machieda, hrvatskog lokalnog povjesničara, numizmatičara, arheologa-amatere, kazališnog entuzijasta, lokalnog dužnosnika i političara. Sin Vjekoslava-Luje Bučića, javnog bilježnika, općinskog tajnika i narodnjačkog načelnika otoka Hvara. Remigije je po struci bio pravnik. Najviše se bavio poviješću otoka Hvara.